# Валя-Сібічулуй
Валя-Сібічулуй (рум. Valea Sibiciului) — село у повіті Бузеу в Румунії. Адміністративно підпорядковане місту Петирладжеле.
Село розташоване на відстані 105 км на північ від Бухареста, 42 км на північний захід від Бузеу, 129 км на захід від Галаца, 68 км на південний схід від Брашова.

## Населення
За даними перепису населення 2002 року у селі проживали 286 осіб, усі — румуни. Усі жителі села рідною мовою назвали румунську.